# Jonathan Daviss
Jonathan Pierce Daviss, född 28 februari 2000 i Nashville i Tennessee, är en en amerikansk skådespelare. Han spelar bland annat rollen som Pope Heyward i Netflix dramaserie Outer Banks.
Daviss är uppvuxen i staden Conroe utanför Houston i Texas. Han och hans familj flyttade sedan bort till Kalifornien, så att han kunde få en karriär som skådespelare.

## Filmografi (i urval)

### Film
- 2022 – Do Revenge

### TV
- 2020–nutid – Outer Banks (TV-serie)